# Paspalum
Paspalum es un género de plantas herbáceas perteneciente a la familia de las poáceas. Es un género cosmopolita que se distribuye por las regiones templadas.

## Descripción
Son plantas perennes, cespitosas o estoloníferas. Vainas con márgenes glabros o pelosos. Hojas con limbo plano; lígula escariosa. Inflorescencia formada por racimos insertos a lo largo de un eje comprimido, o dispuesto subdigitadamente. Espiguillas cortamente pedunculadas, con flor inferior estéril y superior hermafrodita. Glumas muy desiguales; la inferior reducida a una escama membranosa triangular-ovada o ausente; la superior tan larga como las flores, submembranosa, con dorso convexo, con 4-7 nervios. Flor inferior con lema herbácea o submembranosa, tan larga como la gluma superior, sin pálea. Flor superior con lema sin nervios aparentes, de dorso convexo y liso, y pálea tan larga como la lema, con 2 quillas, coriáceas, aplanada. Cariopsis suborbicular.

## Taxonomía
El género fue descrito por Carlos Linneo y publicado en Systema Naturae, Editio Decima 2: 846, 855, 1359. 1759. La especie tipo es: Paspalum dissectum (L.) L., 1762 (sin.: Paspalum dimidiatum L., 1759 nom. illeg. ; Panicum dissectum L., 1753 ; Paspalum membranaceum Walter, 1788 ; Paspalum walterianum Schultes, 1824 nom. illeg.)··
Etimología
El nombre del género deriva del griego paspalos (una especie de mijo).
Citología
El número cromosómico básico del género es x = 10 y 12, con números cromosómicos somáticos de 2n = 20, 40, 48, 50, 60, 63 y 80, ya que hay especies diploides y una serie poliploide. Cromosomas relativamente "pequeños". Nucléolos persistentes.

## Especies
- Lista de Especies de Paspalum[7][8]